# Thomas Rawls
Pour les articles homonymes, voir Rawls.
(en) Statistiques sur pro-football-reference
Thomas Rawls, né le 3 août 1993 à Flint, est un joueur américain de football américain.
Depuis 2015, ce running back joue pour les Seahawks de Seattle en National Football League (NFL). À son arrivée, il est l'un des coureurs remplaçant avec Robert Turbin et Christine Michael (en), mais après leur départ de l'équipe, il est désormais remplaçant avec Fred Jackson du titulaire Marshawn Lynch.